# Мерлюсс
Мерлю́сс (фр. Merlusse) — французский комедийный фильм 1935 года, поставленный режиссером Марселем Паньолем.

## Сюжет
Суровый учитель, которому поручено присматривать за учениками, оставленными в школе-интернате во время рождественских каникул, решает эту задачу и приходит к лучшему пониманию мальчиков, находящихся на его попечении.

## В ролях
- Анри Пупон[фр.] — господин Бланшар по кличке «Мерлюсс»
- Релли[фр.] — официант
- Андре Полак — директор лицея
- Томре — надзиратель
- Жан Кастан[фр.] (в титрах «Кастань») — Галюбер
- Фернан Брюно — Катюсс
- Робер Шо — Годар
- Маленький Жак — Вильпонту
- Джон Дюбру (в титрах «Джон Дюбрази») — Пик
- Ле-Ван-Ким — принц Фа-Ван-До по кличке «Макака»
- Релли-сын (который играет в фильме вместе со своим отцом, исполняющим роль официанта) — Безюке
- Жан Инглесакис — Молинар

В титрах не указаны:
- Андре Робер — генеральный инспектор
- Анни Туанон[фр.] —Натали

## Съёмки
«Мерлюсс» — это первый фильм Паньоля, снятый по собственному, оригинальному сценарию. Съёмки фильма происходили во время каникул в здании настоящего учебного заведения — в лицее Тьер в Марселе. Во время съёмок Паньоль использовал естественные декорации и естественный свет. Запись звука также происходила непосредственно на съёмочной площадке — громкость и тембр реплик тщательно определялись режиссёром в соответствии с запланированным заранее монтажным планом. В фильме режиссёр уделял большое внимание тому, чтобы показать географию места действия — виды, акцент персонажей, даже подаваемая еда должны были продемонстрировать, что события фильма развиваются в Провансе. 

## Критика
По прошествии многих десятилетий, фильм отмечается как один из тех французских фильмов 1930-х годов, которые имели относительный успех не только в стране, но и за её пределами — в частности, в Великобритании.

## Переиздания
Оригинальный сценарий многократно переиздавался в книжном формате (первое издание — 1936 года). В 1965 году режиссёром Жоржем Фольгоасом на основе сценария Марселя Паньоля был снят одноимённый телевизионный телевизионный фильм, показанный по французскому телевидению в Рождество. В 2015 году на основе фильма французские художники Серж Скотто и Эрик Стоффель выпустили одноимённый комикс.